# Délmagyarországi Természettudományi Társulat
A Délmagyarországi Természettudományi Társulat egy tudományos mozgalom.

## Története
A temesvári reáliskola felállításával egyidejüleg merült fel Temesvárott az az eszme, hogy egyrészt a természetrajzi kutatásoknak Délmagyarországon központja legyen, másrészt hogy a természettudományok terén felmerülő eszmék és eredmények mennél szélesebb körben elterjedjenek, társulatot kell alakítani. A társulat Szalkay Gyula indítványára 1874-ben megalakult. Első elnöke volt Szmolay Viktor, őt követte Deschan Achilles, Temes vármegye alispánja, majd Joannovich Sándor, Temesvár és Temes vármegye főispánja. Egyik alapító tagja Tauffer Jenő.
A filoxéra megjelenését hazánkban először ez a társulat mutatta ki 1875-ben. Ugyancsak a Délmagyarországi Természettudományi Társulat kutatta ki először a Mehádia mellett fekvő Szoronyisnye cseppköves barlangot.
A társulat emlékkönyvet, valamint 1877 és 1918 között társulati Közlönyt adott ki a Természettudományi Füzetek (A DTT Közlönye) címmel. Kiadványai hazánkban és külföldön egyaránt ismertek voltak. Megjelentette a Filléres Könyvtár-t, mely természettudományi értekezéseket tartalmazott és alacsony áron lehetett kapni. A társulat a délvidék kultúréletének számottevő faktora volt.